# Bani Zeid
Bani Zeid (arabe : بني زيد) est une ville palestinienne située à environ 27 km au nord de la ville de Ramallah au nord du Gouvernorat de Ramallah et Al-Bireh au centre de la Cisjordanie.
Selon le bureau palestinien des statistiques, Bani Zeid avait une population de 5 515 en 2007. La ville a une altitude moyenne d'environ 510 mètres. Le maire de la ville est Abdel Karim Abu Aql, qui a été élu en 2012.

## Musique
Dans les camps de réfugiés de Jénine, Bani Zeid (Deir Ghassaneh), Kalandia et Jalazone, en Cisjordanie mais aussi de Chatila et de Bourj el-Barajneh à Beyrouth, l'école de musique de l'association Al Kamandjâti, fondée à Angers en 2002 et installée à Ramallah en 2008 par Ramzi Aburedwan, forme des apprentis interprètes. Plus de 150 élèves s'inscrivent chaque année aux cours de théorie de la musique et d’apprentissage d'un ou plusieurs instruments. L'association fournit instruments, pupitres et partitions. Les cours sont assurés par des musiciens étrangers comme ceux de l'Orchestre arabo-andalou d'Anjou, de l'Orchestre de chambre de Paris ou le chef Diego Masson qui encadrent les jeunes bénévolement. Des concerts sont organisés en Cisjordanie mais parfois aussi en Israël, souvent annulés en raison des conflits,.

## Jumelages
- Bezons (France)[5],[6]

## Personnalité liees à la commune
- Mourid al-Barghouti (1944-2021), écrivain palestinien.